# 아라하마역
아라하마역(일본어: 荒浜駅)은 일본 니가타현 가리와군 가리와촌에 위치한 동일본 여객철도 에치고선의 철도역이다. 단선 승강장 1면 1선의 구조를 갖춘 지상역이다.

## 역 주변
- 아라하마에키마에 우체국

## 역사
- 1915년
  - 6월 15일 : 에치고 철도의 정류장으로서 개업. 당시의 역 이름은 신아라하마역으로, 당시의 '아라하마 역'은 옆의 '니시나카도리 역'이었음.
  - 7월 1일 : 정거장으로 승격해, 아라하마역으로 개칭.
- 1927년 10월 1일 : 에치고 철도가 국유화. 국철 에치고선 소속으로 함.
- 1963년 2월 1일 : 화물 취급 폐지.
- 1987년 4월 1일 : 일본국유철도 분할 민영화에 의해, 동일본 여객철도가 승계.
- 2007년 7월 16일 : 니가타 현 주에쓰 지진에 의해 승강장 · 역사와 함께 함몰 · 침하의 피해를 받음. 그 후, 응급처치적 공사를 받아 조립식의 간이 공사로 가영업 형태로 전환.
- 2008년 3월 25일 : 현 역사 완성.

## 인접 역
| 동일본 여객철도 에치고선     | 동일본 여객철도 에치고선 | 동일본 여객철도 에치고선 |
| ---------------------------- | ------------------------ | ------------------------ |
| 니시나카도리 가시와자키 방면 | ■ 에치고선               | 가리와 니가타 방면       |